# كأس ألمانيا 2022–23
كأس ألمانيا 2022–23 هي النسخة 80 , سوف يشارك 64 فريقاً في المسابقة حيث يشارك فرق الدوريات الدرجة الأولي و الثانية و الفرق الأربع الأولي في دوري الدرجة الثالثة و24 فريق ممثلة عن المقاطعات الألمانية.
سوف تبدأ المنافسات من يوم 29 يوليو 2022 و النهائي سوف يُقام في الملعب الأولمبي في برلين في 3 يوليو 2023.
كأس ألمانيا تعتبر البطولة الثانية من حيث الأهمية بعد الدوري الألماني الممتاز.
الفائز سوف يتأهل تلقائياً إلي دور المجموعات من الدوري الأوروبي موسم 2023-24 .والفائز سوف يقابل بطل الدوري الممتاز موسم 2022-23.

## الفرق المشاركة
| الدوري الألماني الممتاز الأندية المشاركة في موسم 2021-22 | دوري الدرجة الثانيةالأندية المشاركة في موسم 2021-22 | دوري الدرجة الثالثة أول أربع فرق في الترتيب |
| --- | --- | --- |
| - بوروسيا دورتموند - آوغسبورغ - آينتراخت فرانكفورت - باير ليفركوزن - بوروسيا مونشنغلادباخ - يونيون برلين - هرتا برلين - هوفنهايم - ماينتس 05 - لايبزيغ - فرايبورغ - كولن - بايرن ميونخ - فولفسبورغ - أرمينيا بيليفيلد - بوخوم - غرويتر فورت - شتوتغارت | - إرتسغيبيرغه آوه - فيردر بريمن - دارمشتات 98 - دينامو درسدن - فورتونا دوسلدورف - هامبورغ - هانوفر 96 - هايدنهايم - إنغولشتات 04 - كارلسروه - هولشتاين كيل - نورنبرغ - بادربورن 07 - يان ريغنسبورغ - هانزا روستوك - ساندهاوزن - شالكه 04 - سانت باولي | - ماغديبورغ - آينتراخت براونشفايغ - كايزرسلاوترن - ميونخ 1860 |
| الفرق المشاركة من المقاطعات الألمانية | | |
| بادن - فالدهوف مانهايم بافاريا - بايرويت - ايلرتيسن برلين - فيكتوريا برلين براندنبورغ - إنيرجي كوتبوس بريمن - بريمر إس في هامبورغ - توتونيا هامبورغ هيسا - كيكرز أوفنباخ                                                                               | الراين السفلي - شترالن ساكسونيا السفلى - بلاو وايس لون - سشوارز - ويزز ريدين مكلنبورغ فوربومرن - تي إس جي نيوستريليتز الراين الأوسط - فيكتوريا كولن راينلاند - اينجيرس سارلاند - إس في إلفيرسبيرج ساكسونيا - كيمنتزر                                  | ساكسِن أنهالت - اينهايت ويرنيجرود شليسفيغ هولشتاين - ليوبيك بادن الجنوبية - اس في اوبيراشيرن الجنوب الغربي - تي إس في شوت ماينز تورينغن - كارل زايس يينا وستفاليا - كان مارينبورن 07 - رودينغهاوسن فورتمبيرغ - شتوتغارت كيكرز |

## القرعة
تم تقسيم الفرق إلي قسمين القسم الأول مكون من 32 فريق هم فرق أبطال المقاطعات مع الأربع الأوائل من الدوري الدرجة الثالثة مع آخر أربع فرق في الدوري الدرجة الثانية والقسم الثاني بقية الفرق.
فرق القسم الأول هم الفريق المستضيف للمباريات.
في الدور الثاني سيتم تقسيم الفرق بنفس الأسلوب.
في الأدوار التالية لا يوجد تقسيم إلي قسمينوالفريق الذي يسحب أولاً هو الفريق المستضيف.
| الدور       | موعد القرعة    | المباريات                             |
| ----------- | -------------- | ------------------------------------- |
| الأول       | 29 مايو 2022   | 30 يوليو / 1 أغسطس / 30-31 أغسطس 2022 |
| الثاني      | 4 سبتمبر 2022  | 18-19 أكتوبر 2022                     |
| دور 16      | 23 أكتوبر 2022 | 31 يناير / 1 فبراير / 7-8 فبراير 2023 |
| ربع النهائي | 12 فبراير 2023 | 4-5 ابريل 2023                        |
| نصف النهائي | 9 إبريل 2023   | 2-3 مايو 2023                         |
| النهائي     | 9 إبريل 2023   | 3 يونيو 2023 في الملعب الأوليمبي      |

## الدور الأول
| 29 يوليو 2022 | تي إس جي نيوستريليتز | 8-0   | كارلسروه                                                                    | نويشتريليتز                                              |
|               |                      | تقرير | شلوزنر 12'، 14'، 41' · غوندورف 67' · باتماز 72' · جوردون 73' · راب 82'، 87' | الملعب: بارك شتاديون الحضور: 8,000 الحكم: كونراد أولدافر |

| 29 يوليو 2022 | كان مارينبورن 07 | 2-0   | نورنبرغ                | زيغن                                                     |
|               |                  | تقرير | غايس 45' فالينتيني 84' | الملعب: لامباخ شتاديون الحضور: 8,000 الحكم: روبرت كامبكا |

| 29 يوليو 2022 | دينامو درسدن | 1-0   | شتوتغارت      | درسدن                                                               |
|               |              | تقرير | تشورلينوف 33' | الملعب: رودلف هاربغ شتاديون الحضور: 22,644 الحكم: فلوريان بادستوبنر |

| 29 يوليو 2022 | ميونخ 1860 | 3-0   | بوروسيا دورتموند                     | ميونخ                                                          |
|               |            | تقرير | مالين 8' · بيلينغهام 31' · أديمي 35' | الملعب: جرونفالدير ستاديون الحضور: 15,000 الحكم: بنجامين براند |

| 30 يوليو 2022 | فيكتوريا برلين | 3-0   | بوخوم                             | برلين                                                                      |
|               |                | تقرير | زولر 18' · أسانو 22' · هوفمان 65' | الملعب: فريدريك - لودويج - جان - سبورتبارك الحضور: 5,573 الحكم: باتريك ألت |

| 30 يوليو 2022 | شترالن                             | 4-3   | سانت باولي                            | دويسبورغ                                             |
|               | فيكاريو 19'، 80' · نشيميريمانا 42' | تقرير | سميث 26' · ميديتش 40'، 90' · أوتو 62' | الملعب: أم أس في أرينا الحضور: 5,874 الحكم: توم باور |

| 30 يوليو 2022 | إس في إلفيرسبيرج                                        | 3-4   | باير ليفركوزن                      | شبيزن إلفيرسبيرغ                                                       |
|               | روشيلت 2' · كوفي 17' (ض.ج.) · شنيلباخر 37' · كونراد 74' | تقرير | هلوزيك 5' · أرانغويز 30' · شيك 89' | الملعب: فالدستاديون أن دير كايسرليند الحضور: 7,500 الحكم: مارتن بيترسن |

| 30 يوليو 2022                                | يان ريغنسبورغ        | 2-2 (و.إ) (3-4 ر.ت)                          | كولن                  | ريغنسبورغ                                                      |
|                                              | ألبيرز 18' أووسو 27' | تقرير                                        | اوث 28' ليوبيسيتش 63' | الملعب: جانستاديون ريغنسبورغ الحضور: 13,236 الحكم: فيليكس بريش |
|                                              |                      | ركلات جزاء                                   |                       |                                                                |
| ماكريديس · ثالهامير · سالير · يلدرم · جيمبير |                      | ليوبيسيتش · شابوت · ماينا · ثيلمان · إهيزيبو |                       |                                                                |

| 30 يوليو 2022 | ايلرتيسن | 2-0   | هايدنهايم         | ايلرتيسن                                             |
|               |          | تقرير | مينكا 57' بيك 80' | الملعب: ملعب فوهلين الحضور: 3,500 الحكم: ماركو فريتز |

| 30 يوليو 2022 | ليوبيك      | 0-1   | هانزا روستوك | لوبيك                                                  |
|               | جوزيرين 78' | تقرير |              | الملعب: ملعب لوهموله الحضور: 10,351 الحكم: أرني آرنينك |

| 30 يوليو 2022 | بايرويت    | 3-1 (و.إ) | هامبورغ                          | بايرويت                                                       |
|               | هيمريش 16' | تقرير     | كونيغسدورفر 83'، 111' شونلاو 97' | الملعب: ملعب هانز والتر ويلد الحضور: 14,700 الحكم: مايكل باشر |

| 30 يوليو 2022 | اينهايت ويرنيجرود | 10-0  | بادربورن 07                                                                             | فيرنيغيروده                                                    |
|               |                   | تقرير | جستفان 7'، 46' · لييبيرتز 10'، 58' · بيرينجر 40'، 50'، 53'، 90' · سربيني 49' · تاشي 67' | الملعب: سبورتفوروم فيرنيجرود الحضور: 3,000 الحكم: ريتشارد همبل |

| 30 يوليو 2022 | شتوتغارت كيكرز                | 0-2   | غرويتر فورت | شتوتغارت                                                         |
|               | دينيس زكريا 9' ديفيد براج 89' | تقرير |             | الملعب: ملعب غازي أوف دير فالداو الحضور: 7,500 الحكم: تيمو جيراش |

| 30 يوليو 2022 | كيكرز أوفنباخ | 1–4   | فورتونا دوسلدورف                                | أوفنباخ                                                  |
|               | لامير 57'     | تقرير | هوفمان 33' · لامير 54' (o.g.) · جينزيك 71'، 79' | الملعب: بيبيرر بيرج الحضور: 16,620 الحكم: بنجامين كورتوس |

| 30 يوليو 2022 | كارل زايس يينا | 1-0   | فولفسبورغ   | ينا                                                            |
|               |                | تقرير | مرموش 90+2' | الملعب: إيرنست آبي سبورتفيلد الحضور: 6,100 الحكم: فلوريان هيفت |

| 31 يوليو 2022 | سشوارز - ويزز ريدين | ضدّ | ساندهاوزن | -- |
|               |                     |    |           |    |

| 31 يوليو 2022 | بريمر إس في | ضدّ | شالكه 04 | أولدنبورغ |
|               |             |    |          |           |

| 31 يوليو 2022 | كايزرسلاوترن | ضدّ | فرايبورغ | كايسرسلاوترن |
|               |              |    |          |              |

| 31 يوليو 2022 | اس في اوبيراشيرن | ضدّ | بوروسيا مونشنغلادباخ | -- |
|               |                  |    |                      |    |

| 31 يوليو 2022 | بلاو وايس لون | ضدّ | آوغسبورغ | -- |
|               |               |    |          |    |

| 31 يوليو 2022 | رودينغهاوسن | ضدّ | نادي هوفنهايم | رودينغهاوسن |
|               |             |    |               |             |

| 31 يوليو 2022 | آينتراخت براونشفايغ | ضدّ | هرتا برلين | براونشفايغ |
|               |                     |    |            |            |

| 31 يوليو 2022 | إرتسغيبيرغه آوه | ضدّ | ماينتس 05 | آوه |
|               |                 |    |           |     |

| 31 يوليو 2022 | فالدهوف مانهايم | ضدّ | هولشتاين كيل | مانهايم |
|               |                 |    |              |         |

| 1 أغسطس 2022 | كيمنتزر | ضدّ | يونيون برلين | كيمنتس |
|              |         |    |              |        |

| 1 أغسطس 2022 | إنيرجي كوتبوس | ضدّ | فيردر بريمن | كوتبوس |
|              |               |    |             |        |

| 1 أغسطس 2022 | إنغولشتات 04 | ضدّ | دارمشتات 98 | إنغولشتات |
|              |              |    |             |           |

| 1 أغسطس 2022 | نادي ماغديبورغ | ضدّ | آينتراخت فرانكفورت | ماغديبورغ |
|              |                |    |                    |           |

| 30 أغسطس 2022 | توتونيا هامبورغ | ضدّ | لايبزيغ | -- |
|               |                 |    |         |    |

| 31 أغسطس 2022 | نادي فيكتوريا كولن | ضدّ | بايرن ميونخ | كولونيا |
|               |                    |    |             |         |

## الدور الثاني
سوف تقام قرعة الدور الثاني يوم 4 سبتمبر 2022, وستلعب المباريات يومي 18 و 19 أكتوبر 2022.
الفرق المتأهلة :-
- بوروسيا دورتموند
- بوخوم
- فورتونا دوسلدورف
- إس في إلفيرسبيرج
- هامبورغ
- هايدنهايم
- كارلسروه
- ليوبيك
- نورنبرغ
- بادربورن 07
- سانت باولي
- شتوتغارت كيكرز
- يان ريغنسبورغ
- فولفسبورغ
- شتوتغارت

## نصف النهائي
ار بي لابزيج 7-0 بوخوم
هوفنهايم 3-2 بايرن ميونيخ 

## الإحصائيات

### هدافي البطولة
| م | اللاعب        | الفريق   | عدد الأهداف |
| - | ------------- | -------- | ----------- |
| 1 | فابيان شلوزنر | كارلسروه | 3           |
| 2 | بيترو راب     | كارلسروه | 2           |

### البطاقات الحمراء
| م | اللاعب         | الفريق   |
| - | -------------- | -------- |
| 1 | والديمار أنتون | شتوتغارت |